# Coleophora spiraeella
Coleophora spiraeella é uma espécie de mariposa do gênero Coleophora pertencente à família Coleophoridae.